# 둥랴오허

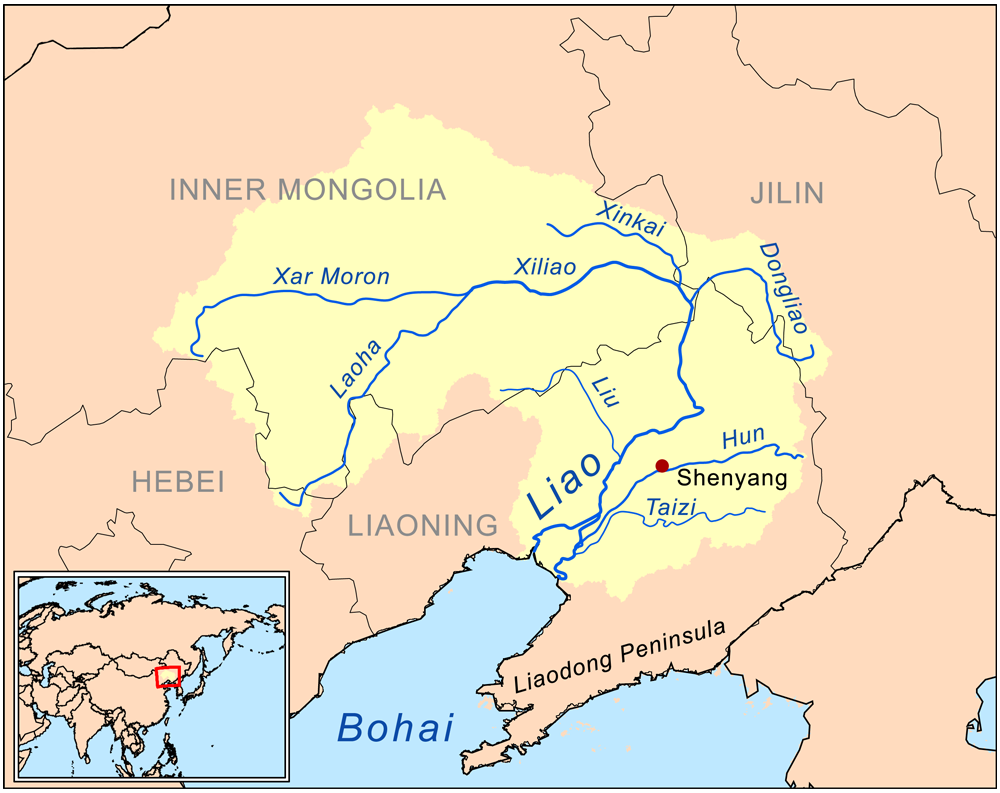
둥랴오허의 위치

둥랴오허(동요하, 중국어: 東遼河, 병음: Dōngliáohé)는 중국의 지린성 남서부로부터 랴오닝성 북부로 흐르는 강으로 랴오허 수계에 속한다.
지린 성 랴오위안 시 둥랴오 현에서 발원해 서쪽으로 흐르다가 북쪽으로 흐르며 최종적으로는 서쪽으로 방향을 바꾸어 요녕성 심양 캉핑 현에서 내몽골 자치구로부터 흘러 온 시랴오허과 합류해 랴오허를 형성한다.
둥랴오허는 지린 성 솽랴오 시와 리수 현, 랴오닝 성 창투 현의 경계를 이루고 있다.